# ام‌اس آلفهم
ام‌اس آلفهم (به انگلیسی: MS Alfhem) یک کشتی است که طول آن ۳۸۶٫۳ فوت (۱۱۷٫۷ متر) می‌باشد. این کشتی در سال ۱۹۳۰ ساخته شد.